# U-958
U-958 – niemiecki okręt podwodny typu VII C z okresu II wojny światowej. Okręt wszedł do służby w 1943.

## Historia
Zamówienie na kolejny okręt podwodny typu VII C zostało złożone w stoczni Blohm & Voss w Hamburgu 10 kwietnia 1941. Rozpoczęcie budowy okrętu miało miejsce 11 marca 1942. Wodowanie nastąpiło 21 listopada 1942, wejście do służby 14 stycznia 1943.
Po wejściu do służby wszedł w skład 5. Flotylli okrętów podwodnych. Przez pierwsze miesiące służby wykorzystywany do treningu nowej załogi. 1 sierpnia 1943 wszedł w skład 8. Flotylli w której służył do 15 lutego 1945. Okręt wycofano ze służby w sierpniu 1944. Samozatopiony 3 maja 1945 (operacja Regenbogen), złomowany w 1947.